# Cratere Kuro
Kuro  è un cratere sulla superficie di Venere.